# Integrationsamt
Das Amt für die Sicherung der Integration schwerbehinderter Menschen im Arbeitsleben („Integrationsamt“) nach § 184 Abs. 1 Nr. 1 Neuntes Buch Sozialgesetzbuch (SGB IX) ist eine Behörde in Deutschland, die Aufgaben nach dem Schwerbehindertenrecht (Teil 3 des SGB IX) erfüllt. In den sechs Bundesländern Baden-Württemberg, Bayern, Berlin, Mecklenburg-Vorpommern, Nordrhein-Westfalen (LVR-Inklusionsamt Köln und LWL-Inklusionsamt Münster) sowie Saarland führen sie die Bezeichnung Inklusionsamt. Gängige verbreitete Abkürzung ist InA, auch IA. Auch alle übrigen Integrationsämter sollen demnächst jeweils in Inklusionsamt umbenannt werden bei der nächsten Rechtsänderung des SGB IX. Diese Aufgaben wurden bis 2001 von den Hauptfürsorgestellen der Länder wahrgenommen.

## Aufgaben (Schwerpunkte)
- Erhebung und Verwendung der Ausgleichsabgabe
- Den besonderen Kündigungsschutz für schwerbehinderte sowie Schwerbehinderten gleichgestellten Menschen durchzusetzen und die Einhaltung zu beobachten:

Nach § 168 Neuntes Buch Sozialgesetzbuch (SGB IX) sind Kündigungen von schwerbehinderten oder gleichgestellten behinderten Arbeitnehmern unwirksam (nichtig), wenn sie ohne vorherige Zustimmung des Integrationsamtes erfolgen. Die Schwerbehinderung oder Gleichstellung muss bei Zugang der Kündigung jedoch bereits anerkannt sein, oder der Antrag auf einen Schwerbehindertenausweis oder auf Gleichstellung muss mindestens drei Wochen vor Zugang der Kündigung gestellt worden sein.
- Organisation und Durchführung der Begleitenden Hilfe im Arbeitsleben für Menschen mit sogenannten schweren Behinderungen
- Schulungs- und Bildungsmaßnahmen[8] für betriebliche Integrationsteams in Betriebsräten und Personalräten sowie für Schwerbehindertenvertretungen und Inklusionsbeauftragten des Arbeitgebers
- Die Durchführung verschiedener Fachdienste, z. B. Technischer Beratungsdienst oder Integrationsfachdienst
- Einrichtung von Einheitlichen Ansprechstellen[9] für Arbeitgeber ab 2022 (§ 185a SGB IX).

## Leistungen
Die Leistungen des Integrationsamtes stellen eine individuelle, auf die besonderen Anforderungen des Arbeitsplatzes abgestellte Ergänzung zu den Leistungen der Rehabilitationsträger dar. Sie werden aus den Mitteln der Ausgleichsabgabe finanziert.
Das Integrationsamt selbst ist dabei kein eigener Rehabilitationsträger nach § 6 SGB IX, arbeitet jedoch mit diesen sowie mit Arbeitgebern, Arbeitgeberverbänden, Gewerkschaften und Behindertenverbänden eng zusammen.

## Organisation
Die Integrationsämter sind in den einzelnen Bundesländern auf kommunaler oder staatlicher Ebene organisiert. Die Länder sind dabei ermächtigt, einzelne Aufgaben der Integrationsämter nach dem Schwerbehindertenrecht auf örtliche sogenannte Fachstellen für behinderte Menschen im Beruf oder auch Versorgungsämter zu übertragen:
- In Baden-Württemberg ist das Integrationsamt dem dortigen Kommunalverband für Jugend und Soziales angegliedert;[10]
- in Bayern werden die Aufgaben des Integrationsamtes durch das Inklusionsamt beim Zentrum Bayern Familie und Soziales wahrgenommen;[11]
- in Berlin werden die Aufgaben des Integrationsamtes durch das Inklusionsamt beim Landesamt für Gesundheit und Soziales (LAGeSo) wahrgenommen;
- in Hessen beim Landeswohlfahrtsverband Hessen angesiedelt;
- in Nordrhein-Westfalen sind die Landschaftsverbände Rheinland und Westfalen-Lippe zuständig,
- in Sachsen-Anhalt sind die entsprechenden Aufgaben dem dortigen Landesverwaltungsamt übertragen.

Auf Bundesebene haben sich die Integrationsämter mit den Hauptfürsorgestellen zur Bundesarbeitsgemeinschaft der Integrationsämter und Hauptfürsorgestellen (BIH) zusammengeschlossen, die heute aus 17 Integrationsämtern und Hauptfürsorgestellen, sowie den 17 Versorgungsverwaltungen aus den Bundesländern und der Bundeswehrverwaltung in Düsseldorf als „Hauptfürsorgestelle“ der Soldatinnen und Soldaten besteht. Vorsitz und Geschäftsführung der BIH liegen jeweils für mehrere Jahre bei einem ihrer Mitglieder – derzeit beim LVR-Inklusionsamt des Landschaftsverbands Rheinland in Köln.